# Casertana Football Club 2015-2016
Questa voce raccoglie le informazioni riguardanti la Casertana Football Club nelle competizioni ufficiali della stagione 2015-2016.

## Stagione

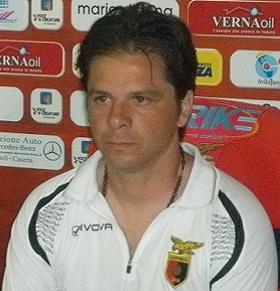
L'allenatore Nicola Romaniello.

La Casertana partecipa per il secondo anno consecutivo alla Lega Pro dopo il quinto posto della stagione precedente. In seguito ad una diatriba tra la società e il comune di Caserta il presidente Giovanni Lombardi lascia il proprio ruolo dirigenziale anche se continua a mantenere il possesso della maggioranza delle quote, passando il ruolo di presidente a Pasquale Corvino, socio con il 25% delle quote. Prima della diatriba l'allenatore scelto per questa stagione è Nunzio Zavettieri ma in seguito al ridimensionamento degli obiettivi la panchina viene affidata ufficialmente il 7 luglio a Nicola Romaniello, tecnico promosso dalla formazione Berretti. Il ritiro si svolge dal 16 luglio sul campo di Serino in provincia di Avellino.

### Coppa Italia
I rossoblù partecipano per la quattordicesima volta alla Coppa Italia.
Nel primo turno i falchetti vengono sorteggiati contro il Lecco eliminandolo ai tempi supplementari e vengono successivamente eliminati al secondo turno dall'Avellino.
Partecipa anche alla Coppa Italia Lega Pro 2015-2016 dove entra nella competizione dal secondo turno contro l'Ischia battendola 3-0, nel turno successivo affronta il Teramo.

### Lega Pro
In campionato i falchetti vengono inseriti nel girone C con tutte le altre squadre del centro-sud, dalla nona giornata la Casertana è capolista solitaria del proprio raggruppamento diventando campione d'inverno con due punti di vantaggio sul Foggia. Alla ventesima giornata in seguito alla sconfitta di Matera la Casertana perde la testa della classifica.

## Divise e sponsor
Per la quarta stagione consecutiva lo sponsor tecnico è Givova.
La prima maglia è a strisce rossoblu con pantaloncini e calzettoni blu.
La seconda maglia torna ad essere a distanza di due stagioni bianca con una banda diagonale rossoblù che parte dalla spalla destra, pantaloncini e calzettoni sono bianchi.
La terza maglia è blu con una croce rossa che si incrocia all'altezza del cuore, i pantaloncini sono rossi con la croce blu e i calzettoni sono blu.
Gli sponsor ufficiali sono Logcenter e Five Italia Group sul fronte e AGS sul retro, sui pantaloncini, invece, compare Latte Berna, che nella stagione precedente era main sponsor.
| Casa | Trasferta | Terza divisa |

## Organigramma societario
Di seguito sono riportati i membri dello staff della Casertana.
Area direttiva
- Presidente: Pasquale Corvino[6]
- Vicepresidente: Giovanni Pascarella[6]
- Direttore generale: Nicola Pannone
- Team manager: Cesare Salomone

Area comunicazione
- Addetto stampa: Giuseppe Frondella
- Segreteria: Giuseppe Nappo, Marco Caporaso

Area tecnica
- Allenatore: Nicola Romaniello, dal 22 marzo Andrea Tedesco, dall'11 aprile Nicola Romaniello
- Allenatore in seconda: Andrea Tedesco, dal 22 marzo Paolo Di Gaetano, dall'11 aprile Andrea Tedesco
- Collaboratore tecnico: Franco Cotugno
- Preparatore atletico: Giuseppe Ambrosio
- Preparatore portieri: Carlo Pagliarulo

Area sanitaria
- Medici sociali: Pietro Casella, Emilio Lombardi
- Consulenze ortopediche: Emilio Taglialatela
- Consulenze ecografiche: Ferdinando Riello
- Fisioterapista: Antonio Pezzullo

## Rosa
Di seguito è riportata la rosa della Casertana.

## Calciomercato
Di seguito sono riportati i trasferimenti del calciomercato 2015-2016 della Casertana.

### Sessione estiva(dal 01/07 al 31/08)
| Acquisti | Acquisti              | Acquisti          | Acquisti      |
| R.       | Nome                  | da                | Modalità      |
| -------- | --------------------- | ----------------- | ------------- |
| P        | Raffaele Gragnaniello | Savoia            | definitivo    |
| P        | Luigi Maiellaro       | Agropoli          | definitivo    |
| D        | Antonio Gala          | Gelbison          | definitivo    |
| D        | Francesco Bruno       | Ischia Isolaverde | fine prestito |
| D        | Pasquale Rainone      | Ischia Isolaverde | definitivo    |
| D        | Mario Finizio         | Ischia Isolaverde | definitivo    |
| D        | Luigi Pezzella        |                   | svincolato    |
| C        | Paolo Capodaglio      | Lupa Roma         | definitivo    |
| C        | Fabio Mangiacasale    | Aversa Normanna   | definitivo    |
| C        | Angelo Chiavazzo      | Ischia Isolaverde | fine prestito |
| C        | Francesco Alvino      | Ischia Isolaverde | fine prestito |
| C        | Daniel Kofi Agyei     | Benevento         | prestito      |
| A        | Luis Alfageme         |                   | svincolato    |
| A        | Danilo Alessandro     | Pro Piacenza      | fine prestito |
| A        | Nicola Ciotola        | L'Aquila          | definitivo    |
| A        | Giacomo Canalini      | Pontisola         | definitivo    |
| A        | Gianluca De Angelis   | Cosenza           | definitivo    |
| A        | Maikol Negro          | Latina            | definitivo    |
| A        | Alfredo Varsi         | Brindisi          | definitivo    |

| Cessioni | Cessioni              | Cessioni          | Cessioni      |
| R.       | Nome                  | a                 | Modalità      |
| -------- | --------------------- | ----------------- | ------------- |
| P        | Ermanno Fumagalli     | Pro Piacenza      | definitivo    |
| P        | Bernardino D'Agostino | Gelbison          | svincolato    |
| D        | Gianluigi Bianco      | Benevento         | definitivo    |
| D        | Pasquale Rainone      | Ischia Isolaverde | fine prestito |
| D        | Giuseppe Mattera      | Benevento         | definitivo    |
| D        | Angelo Antonazzo      | Martina           | definitivo    |
| C        | Francesco Alvino      | Taranto           | definitivo    |
| C        | Angelo Chiavazzo      | Taranto           | definitivo    |
| C        | Francesco Marano      | Benevento         | definitivo    |
| C        | Davide Carrus         | Pro Piacenza      | definitivo    |
| C        | Vincenzo De Liguori   | Nocerina          | svincolato    |
| C        | Michel Cruciani       | Benevento         | definitivo    |
| C        | Nicola Mancino        | Ischia Isolaverde | svincolato    |
| C        | Simone Pontiggia      | Monza             | svincolato    |
| C        | Evangelista Cunzi     | Paganese          | definitivo    |
| A        | Kolawole Agodirin     | Catanzaro         | svincolato    |
| A        | Giuseppe Caccavallo   | Paganese          | svincolato    |
| A        | Giacomo Canalini      | Monopoli          | prestito      |
| A        | Karamoko Cissé        | Benevento         | definitivo    |
| A        | Giovanni Ricciardo    | Siracusa          | svincolato    |

### Sessione invernale(dal 04/01 al 01/02)
| Acquisti | Acquisti            | Acquisti     | Acquisti                         |
| R.       | Nome                | da           | Modalità                         |
| -------- | ------------------- | ------------ | -------------------------------- |
| D        | Kevin Bonifazi      | Benevento    | definitivo                       |
| D        | Alessandro Potenza  | Chennaiyin   | definitivo                       |
| D        | Thomas Fabrice Som  | Benevento    | definitivo                       |
| C        | Francesco Marano    | Benevento    | definitivo                       |
| C        | Kelvin Ewome Matute | Pro Vercelli | definitivo                       |
| A        | Giacomo Canalini    | Monopoli     | rientro prestito                 |
| A        | Luca Giannone       | Reggiana     | definitivo                       |
| A        | Jefferson           | Latina       | prestito con obbligo di riscatto |

| Cessioni | Cessioni            | Cessioni | Cessioni   |
| R.       | Nome                | a        | Modalità   |
| -------- | ------------------- | -------- | ---------- |
| D        | Salvatore D'Alterio | Martina  | definitivo |
| C        | Ante Kuseta         | Martina  | definitivo |
| C        | Ivan Rajčić         | Martina  | definitivo |
| A        | Giacomo Canalini    | Massese  | svincolato |
| A        | Adam Diakitè        | Martina  | definitivo |
| A        | Marco Ginestra      | Abano    | prestito   |
| A        | Nicola Ciotola      | Martina  | definitivo |

## Risultati

### Lega Pro

#### Girone di andata
| Arbitro: | Strippoli (Bari) |

|  |           |               |
|  | Marcatori | 3’ De Angelis |

| Arbitro: | Balice (Termoli) |

|                |           |  |
| Capodaglio 28’ | Marcatori |  |

| Arbitro: | Amoroso (Paola) |

|             |           |                   |
| Surraco 40’ | Marcatori | 32’ (aut.) Freddi |

| Caserta 26 settembre 2015, ore 18.00 CEST 4ª giornata | Casertana       | 0 – 0 referto | Matera | Stadio Alberto Pinto (2.000 spett.)\| Arbitro: \| Mancini (Fermo) \| |
| Arbitro:                                              | Mancini (Fermo) |               |        |                                                                      |

| Arbitro: | Baroni (Firenze) |

|                 |           |                         |
| Arcidiacono 15’ | Marcatori | 6’ Negro 78’ De Angelis |

| Arbitro: | Giua (Pisa) |

|                            |           |                  |
| Tedeschi 76’ La Mantia 83’ | Marcatori | 25’ Mangiacasale |

| Arbitro: | Giovani (Grosseto) |

|                          |           |  |
| Alfageme 21’ Mancosu 33’ | Marcatori |  |

| Ischia 24 ottobre 2015, ore 15:00 CEST 8ª giornata | Ischia Isolaverde   | 0 – 0 referto | Casertana | Stadio Enzo Mazzella (711 spett.)\| Arbitro: \| Di Martino (Teramo) \| |
| Arbitro:                                           | Di Martino (Teramo) |               |           |                                                                        |

| Arbitro: | Tardino (Milano) |

|                |           |             |
| Negro 33’, 47’ | Marcatori | 45’ Marotta |

| Arbitro: | Mei (Pesaro) |

|                      |           |  |
| Negro 7’ Mancosu 53’ | Marcatori |  |

| Arbitro: | Piscopo (Imperia) |

|  |           |                                            |
|  | Marcatori | 18’ Agyei 42’ Alfageme 52’, 71’ De Angelis |

| Arbitro: | Andreini (Forlì) |

|                                         |           |             |
| Mancosu 30’ De Angelis 69’ Alfageme 71’ | Marcatori | 65’ Siclari |

| Arbitro: | Guccini (Albano Laziale) |

|                          |           |  |
| Sarno 50’ Sainz-Maza 58’ | Marcatori |  |

| Arbitro: | Miele (Torino) |

|                        |           |           |
| Alfageme 12’ Agyei 38’ | Marcatori | 90’ Croce |

| Arbitro: | Pagliardini (Arezzo) |

|                           |           |  |
| Cortellini 36’ Cianci 61’ | Marcatori |  |

| Arbitro: | Giovani (Grosseto) |

|                                                   |           |                |
| Negro 12’, 72’ Frabotta 33’ (aut.) De Angelis 80’ | Marcatori | 17’ Burzigotti |

| Arbitro: | Mainardi (Bergamo) |

|                                  |           |                           |
| Guerri 54’ Caccavallo 90’ (rig.) | Marcatori | 20’ De Angelis 88’ Matute |

#### Girone di ritorno
| Arbitro: | Ranaldi (Tivoli) |

|                              |           |                          |
| De Angelis 23’ Jefferson 71’ | Marcatori | 22’ Mancuso 88’ Razzitti |

| Arbitro: | Piccinini (Forlì) |

|  |           |                |
|  | Marcatori | 33’ De Angelis |

| Arbitro: | Paolini (Ascoli Piceno) |

|                |           |             |
| De Angelis 13’ | Marcatori | 59’ Surraco |

| Arbitro: | Di Martino (Teramo) |

|                        |           |             |
| Infantino 45’ Tomi 47’ | Marcatori | 39’ Mancosu |

| Arbitro: | Strippoli (Bari) |

|              |           |          |
| Bonifazi 54’ | Marcatori | 70’ Diop |

| Arbitro: | Pillitteri (Palermo) |

|  |           |              |
|  | Marcatori | 88’ Arrigoni |

| Arbitro: | Tardino (Milano) |

|  |           |                |
|  | Marcatori | 32’ De Angelis |

| Arbitro: | Piscopo (Imperia) |

|                         |           |  |
| Matute 37’ Alfageme 47’ | Marcatori |  |

| Arbitro: | Marinelli (Tivoli) |

|                                                   |           |  |
| Marotta 17’, 21’, 43’ Cissè 51’ Angiulli 78’, 82’ | Marcatori |  |

| Arbitro: | Morreale (Roma) |

|            |           |            |
| Baclet 90’ | Marcatori | 45’ Marano |

| Arbitro: | Dionisi (L'Aquila) |

|                                                      |           |  |
| Giannone 13’ De Angelis 27’ Alfageme 39’ (rig.), 53’ | Marcatori |  |

| Arbitro: | Schirru (Nichelino) |

|                  |           |                          |
| Mastropietro 53’ | Marcatori | 45+1’ Negro 49’ Alfageme |

| Arbitro: | Amoroso (Paola) |

|              |           |                         |
| Giannone 45’ | Marcatori | 8’ (78), rig.’ Iemmello |

| Arbitro: | Maggioni (Lecco) |

|                  |           |                              |
| Croce 88’ (rig.) | Marcatori | 41’ De Angelis 85’ Jefferson |

| Arbitro: | Balice (Termoli) |

|          |           |  |
| Negro 5’ | Marcatori |  |

| Arbitro: | Paolini (Ascoli Piceno) |

|            |           |            |
| Mileto 68’ | Marcatori | 4’ Mancosu |

| Arbitro: | Sprezzola (Mestre) |

|                                              |           |                          |
| Alfageme 50’, 56’ Jefferson 69’ Giannone 74’ | Marcatori | 64’, 86’ (rig.) Carcione |

#### Play off

##### Quarti di finale
| Arbitro: | Giovani (Grosseto) |

|                      |           |  |
| Pederzoli 86’ (rig.) | Marcatori |  |

### Coppa Italia

#### Primo turno
| Arbitro: | D'Apice (Arezzo) |

|              |           |  |
| Diakitè 110’ | Marcatori |  |

#### Secondo turno
| Arbitro: | Nasca (Bari) |

|                                  |           |  |
| Tavano 34’ Mokulu 72’ Trotta 77’ | Marcatori |  |

### Coppa Italia Lega Pro

#### Secondo turno
| Arbitro: | Luciani (Lamezia Terme) |

|                                          |           |  |
| Ginestra 14’ De Marco 28’ De Angelis 61’ | Marcatori |  |

#### Ottavi di finale
| Arbitro: | Andreini (Forlì) |

|                         |           |                |
| Loreti 39’ Paolucci 43’ | Marcatori | 28’ De Angelis |

## Statistiche
Statistiche aggiornate al 15 maggio 2016.

### Statistiche di squadra
| Competizione          | P.ti | In casa | In casa | In casa | In casa | In casa | In casa | In trasferta | In trasferta | In trasferta | In trasferta | In trasferta | In trasferta | Totale | Totale | Totale | Totale | Totale | Totale | DR  |
| Competizione          | P.ti | G       | V       | N       | P       | Gf      | Gs      | G            | V            | N            | P            | Gf           | Gs           | G      | V      | N      | P      | Gf     | Gs     | DR  |
| --------------------- | ---- | ------- | ------- | ------- | ------- | ------- | ------- | ------------ | ------------ | ------------ | ------------ | ------------ | ------------ | ------ | ------ | ------ | ------ | ------ | ------ | --- |
| Lega Pro              | 60   | 17      | 11      | 4       | 2       | 32      | 13      | 17           | 7            | 5            | 5            | 20           | 22           | 34     | 18     | 9      | 7      | 52     | 35     | +17 |
| Play-off              | -    | -       | -       | -       | -       | -       | -       | 1            | 0            | 0            | 1            | 0            | 1            | 1      | 0      | 0      | 1      | 0      | 1      | -1  |
| Coppa Italia          | -    | 1       | 1       | 0       | 0       | 1       | 0       | 1            | 0            | 0            | 1            | 0            | 3            | 2      | 1      | 0      | 1      | 1      | 3      | -2  |
| Coppa Italia Lega Pro | -    | 1       | 1       | 0       | 0       | 3       | 0       | 1            | 0            | 0            | 1            | 1            | 2            | 2      | 1      | 0      | 1      | 4      | 2      | +2  |
| Totale                | 60   | 19      | 13      | 4       | 2       | 36      | 13      | 20           | 7            | 5            | 8            | 21           | 28           | 39     | 20     | 9      | 10     | 57     | 41     | +16 |

### Andamento in campionato
| Giornata  | 1 | 2 | 3 | 4 | 5 | 6 | 7 | 8 | 9 | 10 | 11 | 12 | 13 | 14 | 15 | 16 | 17 | 18 | 19 | 20 | 21 | 22 | 23 | 24 | 25 | 26 | 27 | 28 | 29 | 30 | 31 | 32 | 33 | 34 |
| --------- | - | - | - | - | - | - | - | - | - | -- | -- | -- | -- | -- | -- | -- | -- | -- | -- | -- | -- | -- | -- | -- | -- | -- | -- | -- | -- | -- | -- | -- | -- | -- |
| Luogo     | T | C | T | C | T | T | C | T | C | C  | T  | C  | T  | C  | T  | C  | T  | C  | T  | C  | T  | C  | C  | T  | C  | T  | T  | C  | T  | C  | T  | C  | T  | C  |
| Risultato | V | V | N | N | V | P | V | N | V | V  | V  | V  | P  | V  | P  | V  | N  | N  | V  | N  | P  | N  | P  | V  | V  | P  | N  | V  | V  | P  | V  | V  | N  | V  |
| Posizione | 2 | 1 | 1 | 1 | 1 | 2 | 1 | 2 | 1 | 1  | 1  | 1  | 1  | 1  | 1  | 1  | 1  | 1  | 1  | 1  | 2  | 3  | 5  | 5  | 2  | 3  | 5  | 4  | 4  | 4  | 4  | 4  | 4  | 4  |

Fonte:  Lega Pro Girone C 2015/2016, su calcio.com.
Legenda:

Luogo: C = Casa; T = Trasferta. Risultato: V = Vittoria; N = Pareggio; P = Sconfitta.

### Statistiche dei giocatori
Sono in corsivo i calciatori che hanno lasciato la società a stagione in corso.
| Giocatore       | Lega Pro + Play-off | Lega Pro + Play-off | Lega Pro + Play-off | Lega Pro + Play-off | Coppa Italia | Coppa Italia | Coppa Italia | Coppa Italia | Coppa Italia Lega Pro | Coppa Italia Lega Pro | Coppa Italia Lega Pro | Coppa Italia Lega Pro | Totale   | Totale | Totale      | Totale     |
| Giocatore       | Presenze            | Reti                | Ammonizioni         | Espulsioni          | Presenze     | Reti         | Ammonizioni  | Espulsioni   | Presenze              | Reti                  | Ammonizioni           | Espulsioni            | Presenze | Reti   | Ammonizioni | Espulsioni |
| --------------- | ------------------- | ------------------- | ------------------- | ------------------- | ------------ | ------------ | ------------ | ------------ | --------------------- | --------------------- | --------------------- | --------------------- | -------- | ------ | ----------- | ---------- |
| D. Agyei        | 24+1                | 2                   | 6                   | 0                   | -            | -            | -            | -            | -                     | -                     | -                     | -                     | 25       | 2      | 6           | 0          |
| L. Alfageme     | 27+1                | 10                  | 4                   | 0                   | -            | -            | -            | -            | -                     | -                     | -                     | -                     | 28       | 10     | 4           | 0          |
| K. Bonifazi     | 8                   | 1                   | 4                   | 2                   | -            | -            | -            | -            | -                     | -                     | -                     | -                     | 8        | 1      | 4           | 2          |
| F. Bruno        | -                   | -                   | -                   | -                   | 1            | 0            | 1            | 0            | -                     | -                     | -                     | -                     | 1        | 0      | 1           | 0          |
| G. Canalini     | -                   | -                   | -                   | -                   | 2            | 0            | 0            | 0            | -                     | -                     | -                     | -                     | 2        | 0      | 0           | 0          |
| P. Capodaglio   | 27+1                | 1                   | 6                   | 0                   | 2            | 0            | 0            | 0            | -                     | -                     | -                     | -                     | 30       | 1      | 6           | 0          |
| A. Chiavazzo    | -                   | -                   | -                   | -                   | 1            | 0            | 1            | 0            | -                     | -                     | -                     | -                     | 1        | 0      | 1           | 0          |
| N. Ciotola      | 9                   | 0                   | 0                   | 0                   | 2            | 0            | 0            | 0            | 2                     | 0                     | 0                     | 0                     | 13       | 0      | 0           | 0          |
| S. D'Alterio    | 10                  | 0                   | 2                   | 0                   | 1            | 0            | 0            | 0            | -                     | -                     | -                     | -                     | 11       | 0      | 2           | 0          |
| G. De Angelis   | 32+1                | 13                  | 3                   | 1                   | 2            | 0            | 0            | 0            | 2                     | 2                     | 0                     | 0                     | 37       | 15     | 3           | 1          |
| F. De Filippo   | 1                   | 0                   | 0                   | 0                   | -            | -            | -            | -            | 1                     | 0                     | 0                     | 0                     | 2        | 0      | 0           | 0          |
| S. De Marco     | 12                  | 0                   | 2                   | 0                   | 2            | 0            | 0            | 0            | 2                     | 1                     | 0                     | 0                     | 16       | 1      | 2           | 0          |
| A. Diakité      | 7                   | 0                   | 0                   | 0                   | 2            | 1            | 0            | 0            | 1                     | 0                     | 0                     | 0                     | 10       | 1      | 0           | 0          |
| M. Finizio      | 16+1                | 0                   | 1                   | 1                   | -            | -            | -            | -            | 2                     | 0                     | 0                     | 0                     | 19       | 0      | 1           | 1          |
| A. Gala         | -                   | -                   | -                   | -                   | 0            | 0            | 0            | 0            | 1                     | 0                     | 0                     | 0                     | 1        | 0      | 0           | 0          |
| L. Giannone     | 12+1                | 3                   | 0                   | 0                   | -            | -            | -            | -            | -                     | -                     | -                     | -                     | 13       | 3      | 0           | 0          |
| M. Ginestra     | 0                   | 0                   | 0                   | 0                   | -            | -            | -            | -            | 1                     | 1                     | 0                     | 0                     | 1        | 1      | 0           | 0          |
| R. Gragnaniello | 34                  | -35                 | 5                   | 0                   | 2            | -3           | 0            | 0            | -                     | -                     | -                     | -                     | 36       | -38    | 5           | 0          |
| A. Guglielmo    | -                   | -                   | -                   | -                   | -            | -            | -            | -            | 2                     | 0                     | 0                     | 0                     | 2        | 0      | 0           | 0          |
| R. Idda         | 31+1                | 0                   | 10+1                | 0                   | 2            | 0            | 0            | 0            | -                     | -                     | -                     | -                     | 34       | 0      | 11          | 0          |
| Jefferson       | 11+1                | 3                   | 1                   | 1                   | -            | -            | -            | -            | -                     | -                     | -                     | -                     | 12       | 3      | 1           | 1          |
| A. Kuseta       | -                   | -                   | -                   | -                   | 1            | 0            | 0            | 0            | 2                     | 0                     | 0                     | 0                     | 3        | 0      | 0           | 0          |
| L. Maiellaro    | 0+1                 | -0+-1               | 0                   | 0                   | 0            | -0           | 0            | 0            | 2                     | -2                    | 0                     | 0                     | 3        | -3     | 0           | 0          |
| M. Mancosu      | 27+1                | 5                   | 2                   | 0                   | -            | -            | -            | -            | -                     | -                     | -                     | -                     | 28       | 5      | 2           | 0          |
| F. Mangiacasale | 29                  | 1                   | 3                   | 0                   | 2            | 0            | 0            | 0            | -                     | -                     | -                     | -                     | 31       | 1      | 3           | 0          |
| F. Marano       | 9                   | 1                   | 1                   | 0                   | -            | -            | -            | -            | -                     | -                     | -                     | -                     | 9        | 1      | 1           | 0          |
| K. Matute       | 12                  | 2                   | 2                   | 0                   | -            | -            | -            | -            | -                     | -                     | -                     | -                     | 12       | 2      | 2           | 0          |
| M. Murolo       | 24+1                | 0                   | 13+1                | 2                   | 2            | 0            | 0            | 0            | 1                     | 0                     | 0                     | 0                     | 28       | 0      | 14          | 2          |
| M. Negro        | 19                  | 8                   | 4                   | 0                   | -            | -            | -            | -            | -                     | -                     | -                     | -                     | 19       | 8      | 4           | 0          |
| L. Pezzella     | 20+1                | 0                   | 2                   | 0                   | -            | -            | -            | -            | 2                     | 0                     | 1                     | 0                     | 23       | 0      | 3           | 0          |
| A. Potenza      | 8                   | 0                   | 1                   | 0                   | -            | -            | -            | -            | -                     | -                     | -                     | -                     | 8        | 0      | 1           | 0          |
| P. Rainone      | 26+1                | 0                   | 6+2                 | 1+1                 | 1            | 0            | 0            | 0            | 1                     | 0                     | 0                     | 0                     | 29       | 0      | 8           | 2          |
| N. Rajcic       | 10                  | 0                   | 2                   | 0                   | 1            | 0            | 0            | 0            | 2                     | 0                     | 0                     | 0                     | 13       | 0      | 2           | 0          |
| T. Som          | 4                   | 0                   | 0                   | 0                   | -            | -            | -            | -            | -                     | -                     | -                     | -                     | 4        | 0      | 0           | 0          |
| F. Tito         | 24+1                | 0                   | 3                   | 1                   | 2            | 0            | 0            | 0            | -                     | -                     | -                     | -                     | 27       | 0      | 3           | 1          |
| A. Varsi        | 1                   | 0                   | 0                   | 0                   | -            | -            | -            | -            | 2                     | 0                     | 0                     | 0                     | 3        | 0      | 0           | 0          |

## Giovanili

### Organigramma
Di seguito sono riportati i membri dello staff della Casertana.
- Responsabile Area Tecnica: Antonio Caso
- Medico: Francesco Ambrosio
- Psicologa: Diana Di Lorenzo
- Sociologa: Alessia Albano

Staff tecnico Berretti
- Allenatore: Nicola Romaniello
- Preparatore Atletico: Alfonso De Felice
- Preparatore portieri: Pietro Parascandalo
- Dirigente accompagnatore: Antonio Di Fonzo
- Massaggiatore: Massimo Palmiero

Staff tecnico Allievi
- Allenatore: Paolo Di Gaetano
- Massaggiatore: Francesco Ciontoli
- Dirigente accompagnatore: Antonello Schwich

Staff tecnico Giovanissimi
- Allenatore: Antonio Quaglietta
- Dirigente accompagnatore: Bruno Cirkovich
- Preparatore atletico: Francesco Lombardi
- Preparatore portieri: Marcello Della Gatta

Staff tecnico Giovanissimi Regionali Elite
- Allenatore: Luca Parisio
- Preparatore atletico: Vincenzo Battimelli
- Dirigente accompagnatore: Benito Gazzillo

Staff Tecnico Allievi Regionali Fascia B
- Allenatore: Antonio Borrelli
- Preparatore atletico: Fabio Tomas
- Dirigente accompagnatore: Alfredo Canelli

### Piazzamenti
- Berretti:
- Allievi nazionali:
- Giovanissimi:
- Giovanissimi regionali:
- Giovanissimi regionali: